# 赵方墓
赵方墓，是南宋刑部尚书赵方的墓，位于湖南省衡阳市衡山县，是衡阳市文物保护单位。

## 墓主情况
主条目：赵方
赵方，字彦直，南宋时期衡山人。
因为父亲赵堂的缘故，赵方能从师于南宋理学家张栻（南宋宰相张浚之子）。淳熙八年，赵方举进士。

## 位置
赵方墓坐落于衡山县岭坡乡黄谷村贺家岭。

## 被盗事件
2013年3月21日，武先生和几位同事在岭坡乡走访，发现赵方墓的旁边被盗墓者挖了通道，还在现场留下了铲子、矿泉水等物。
武先生就在湖南红网论坛上以《衡山县福星村，南宋抗金英雄、刑部尚书赵方陵墓多次被盗》发布了自己所拍摄的盗墓现场的照片。红网原帖已不存，另一坛论有转载版。
接到群众报案后，文物局和当地公安部门都派人到现场察看，介入调查。
衡山县文物局工作人员刘先生介绍，因为赵方出名，赵方墓曾几次被盗。
黄谷村村干部表示，上世纪八九十年代，就有盗墓者前来到赵方墓盗墓，在夜间制造爆炸。